# Gwajakowiec lekarski
Gwajakowiec lekarski (Guaiacum officinale L.), zwany także gwajakowym drzewem lub gwajakiem właściwym – gatunek niewielkiego drzewa z rodziny parolistowatych (Zygophyllaceae). Jest rośliną wolno rosnącą w suchych, równinnych lasach. Występuje w Ameryce Środkowej. Gatunek od wieków jest eksploatowany, dlatego obecne zasoby są mocno ograniczone. Gatunek uznawany za zagrożony, chroniony konwencją CITES.

## Występowanie
Zasięg naturalny obejmuje obecnie Małe Antyle, Portoryko i Kolumbię. Gatunek wymarł na wyspach Antigua i Barbuda.

## Morfologia
PokrójDrzewo o wysokości do 12 m.
LiściePierzaste, składające się z 4 jajowatych listków.
KwiatyWyrastają po 8-10 na szczytach gałązek. Mają głęboko i nierównodzielny 5-krotny kielich, 5-płatkową, dość dużą, błękitną koronę w której 1 płatek jest inny od pozostałych, oraz i słupek i 10 pręcików.
OwocSkórzasta i nieco mięsista, czerwonożółta torebka z czarnymi nasionami.

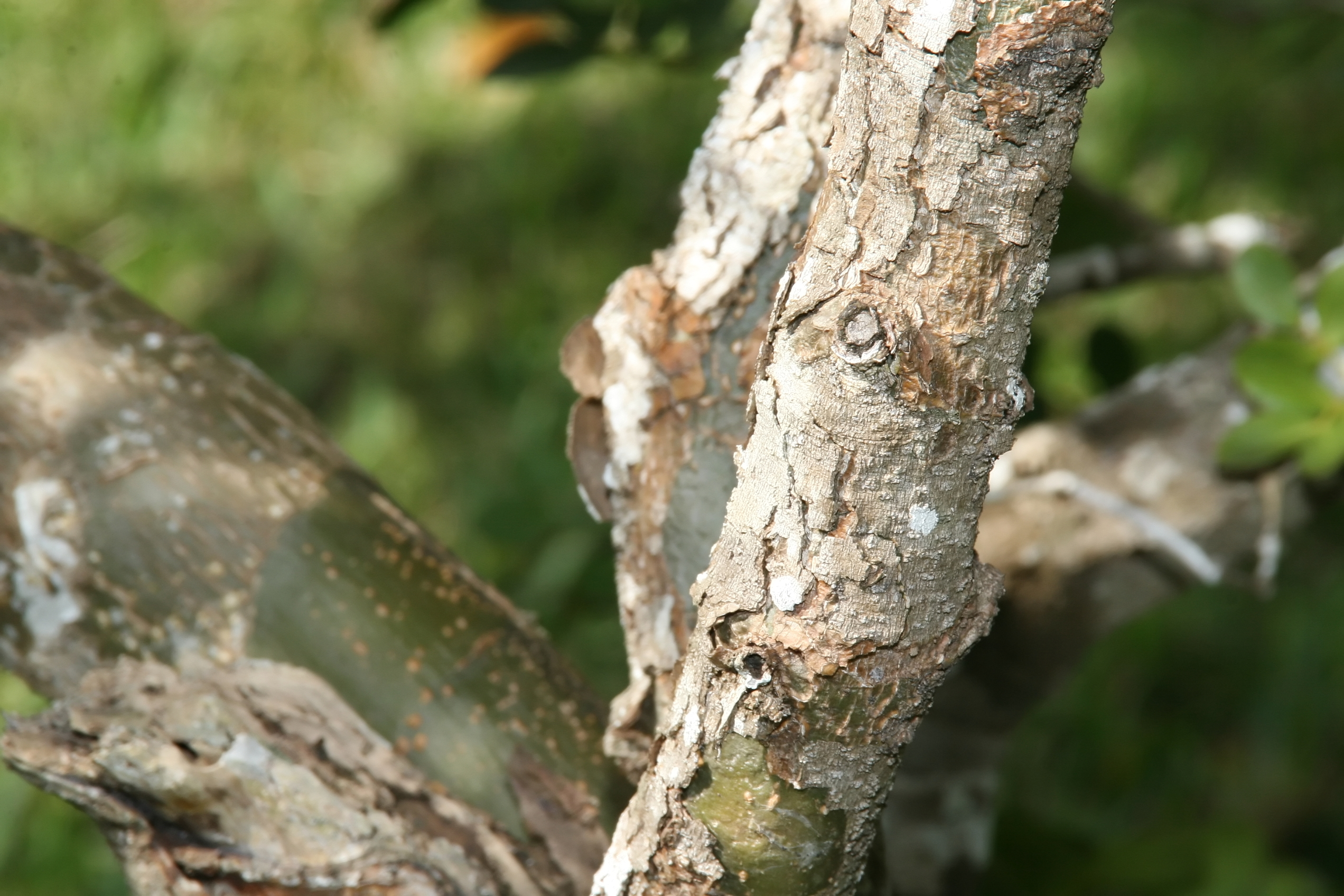
Kora.
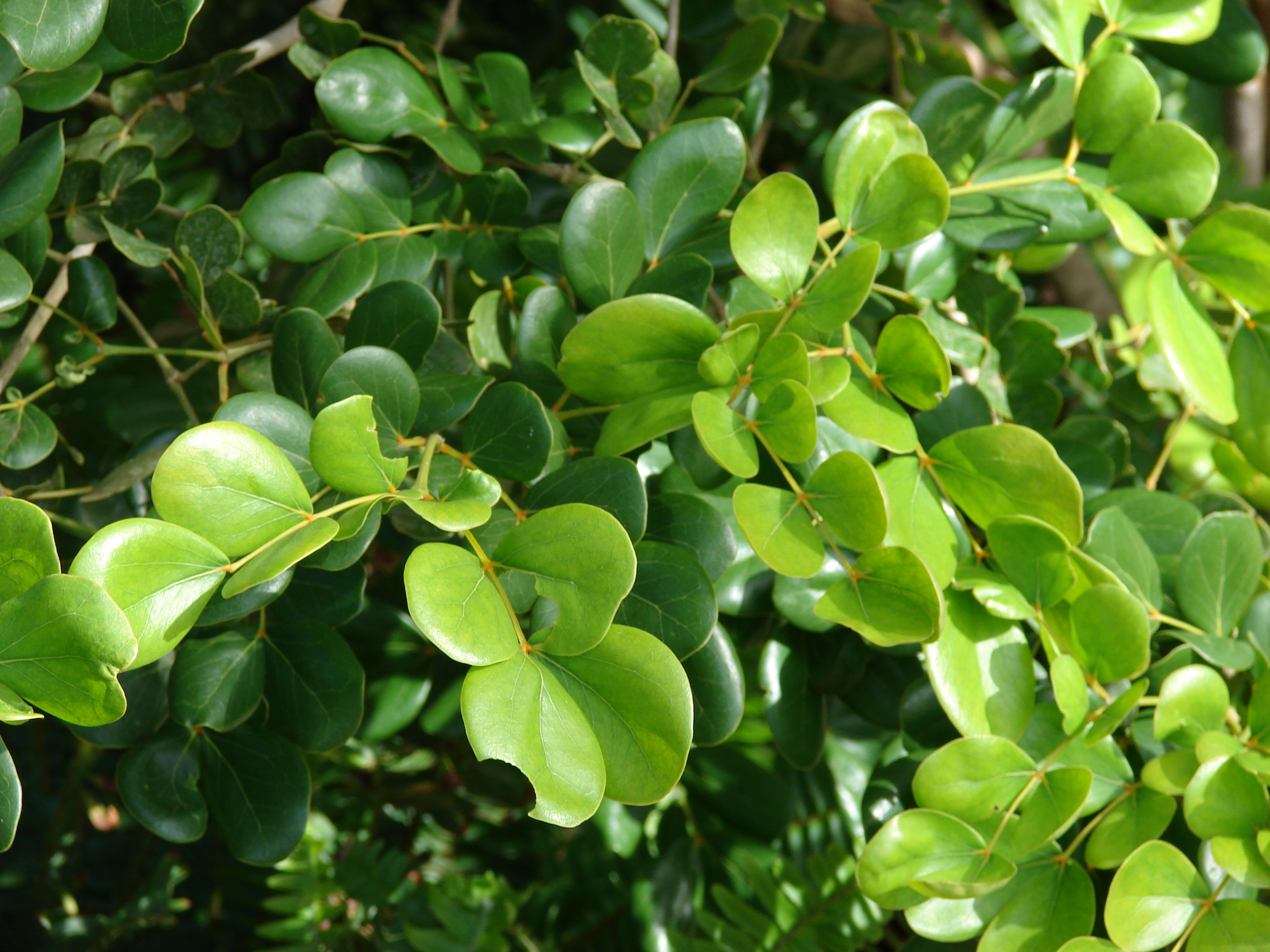
Liście.
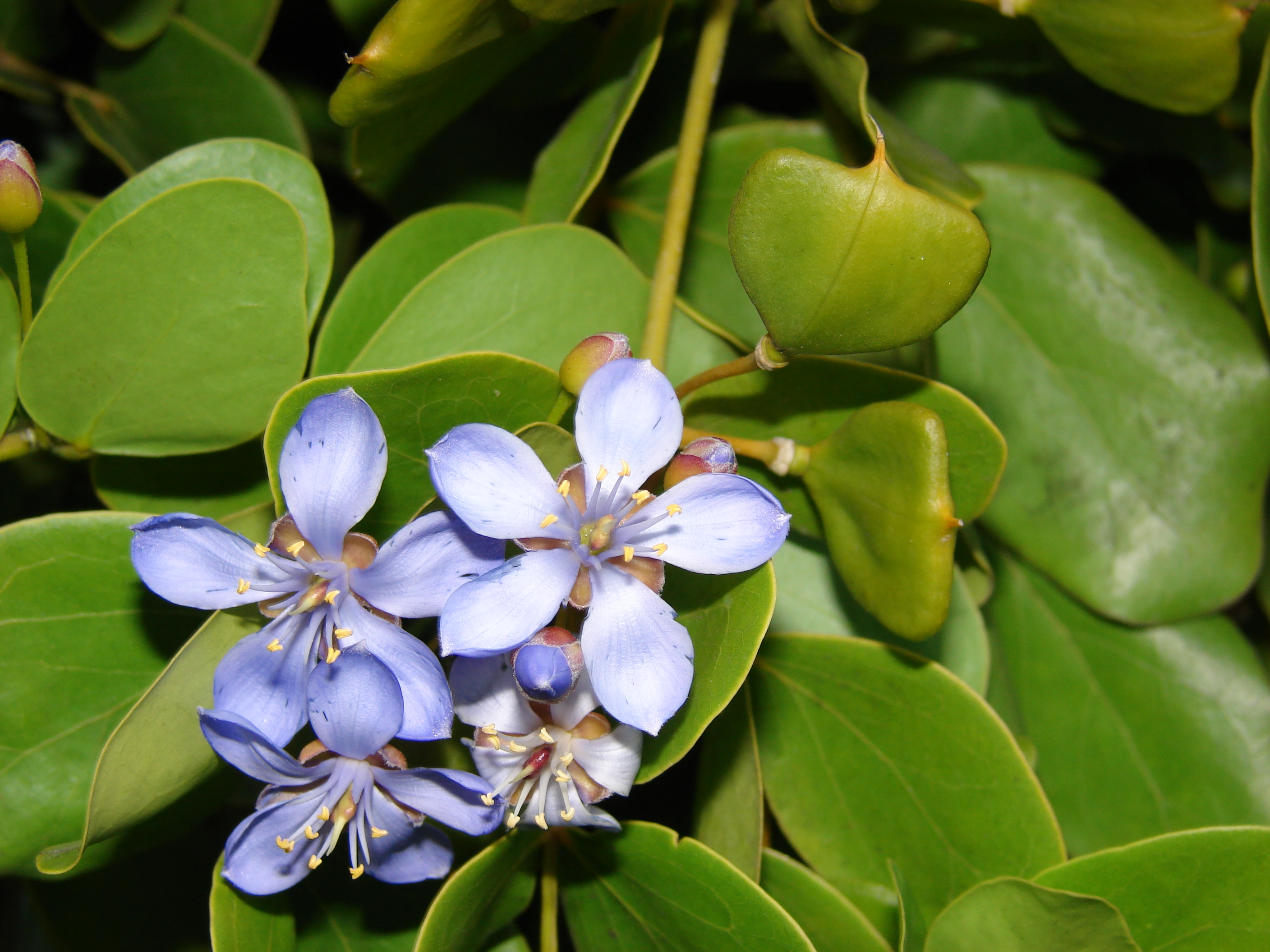
Kwiaty.
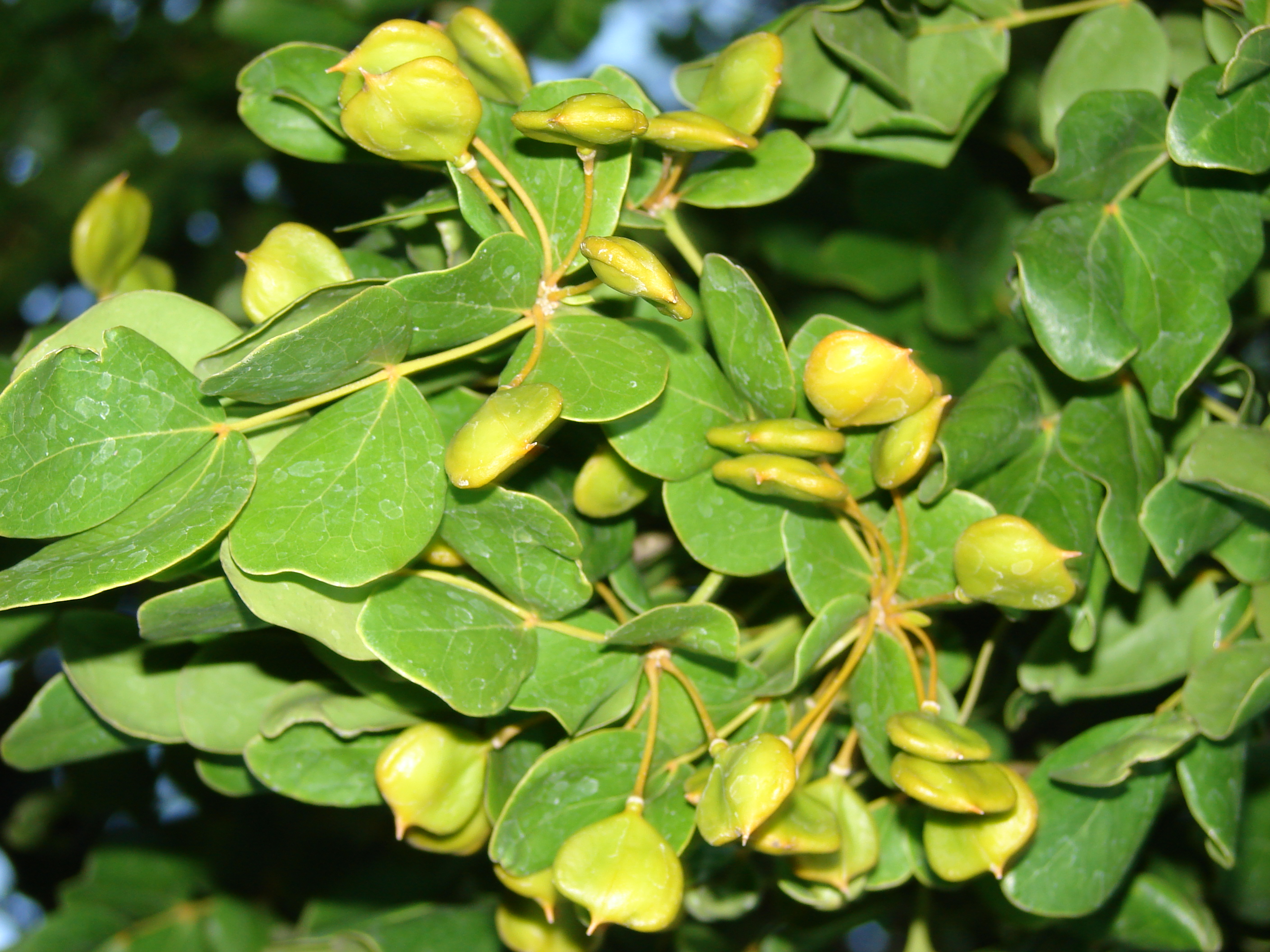
Owoce.

## Zastosowanie
- Drewno ciężkie, twarde i przyjemnie pachnące. Wytwarza się z niego części maszyn, używane jest też w budownictwie okrętowym.
- Drewno zawiera duże ilości żywicy, z której wytwarza się substancję o właściwościach wykrztuśnych (gwajakol), a także nalewkę gwajakową. Z drewna tego drzewa otrzymuje się lignum vitae (tj. "drewno życia") używane tradycyjnie w Ameryce Południowej do leczenia różnych dolegliwości – od kaszlu do artretyzmu.[potrzebny przypis]
- W medycynie gwajakowiec znajduje wszechstronne zastosowanie, dlatego też zwany jest lignum vitae, czyli drzewem życia. Np. gumę z drewna gwajakowca używano w leczeniu syfilisu. Żywica ma również działanie przeciwartretyczne i przeciwkaszlowe. W Polsce dostępny jest m.in. syrop o specyficznym smaku, Guajazyl. Podobny ma wino Campari.[potrzebny przypis]
- Roślina nazywana też bywa in. palo santo czyli święte drzewo, a jej drewno wykorzystuje się także na drzewce włóczni, trzonki narzędzi oraz tradycyjne naczynia do parzenia yerba mate (matero). Te ostatnie wykonuje się również z drzewa Bursera graveolens, które (podobnie jak kolejny gatunek Bulnesia sarmientoi) też nazywane jest po hiszpańsku palo santo.